# Station Żmigród
Station Żmigród is een spoorwegstation in de Poolse plaats Żmigród.